# Mistrzostwa Polski w Pływaniu 2017
Mistrzostwa Polski w Pływaniu 2017 (oficjalnie Główne Mistrzostwa Polski Seniorów i Młodzieżowców w Pływaniu 2017) – zawody pływackie, które odbywały się w dniach 18–21 maja 2017 na pływalni 50-metrowej Aqua Lublin. Podczas zawodów została wyłoniona kadra na mistrzostwa świata w Budapeszcie i mistrzostwa Europy juniorów w Netanji. Ponadto zawodnicy mogli uzyskać kwalifikację na mistrzostwa świata juniorów w Indianapolis, Olimpijski festiwal młodzieży Europy w Győr i uniwersjadę w Tajpej.

## Minima kwalifikacyjne
| Konkurencja               | Kobiety  | Kobiety        | Mężczyźni | Mężczyźni     |
| Konkurencja               | open     | 1999 i młodsze | open      | 1998 i młodsi |
| 50 m stylem dowolnym      | 25,18    | 25,43          | 22,47     | 22,69         |
| 100 m stylem dowolnym     | 54,90    | 55,45          | 48,93     | 49,42         |
| 200 m stylem dowolnym     | 1:58,68  | 1:59,87        | 1:47,73   | 1:48,81       |
| 400 m stylem dowolnym     | 4:10,57  | 4:13,08        | 3:48,15   | 3:50,43       |
| 800 m stylem dowolnym     | 8:38,56  | 8:43,74        | 7:54,31   | –             |
| 1500 m stylem dowolnym    | 16:32,04 | –              | 15:12,79  | 15:21,92      |
| 50 m stylem grzbietowym   | 28,52    | –              | 25,29     | –             |
| 100 m stylem grzbietowym  | 1:00,61  | 1:01,22        | 54,06     | 54,60         |
| 200 m stylem grzbietowym  | 2:11,53  | 2:12,85        | 1:58,55   | 1:59,74       |
| 50 m stylem klasycznym    | 31,22    | –              | 27,51     | –             |
| 100 m stylem klasycznym   | 1:07,58  | 1:08,26        | 1:00,35   | 1:00,95       |
| 200 m stylem klasycznym   | 2:25,91  | 2:27,37        | 2:11,11   | 2:12,42       |
| 50 m stylem motylkowym    | 26,49    | –              | 23,67     | –             |
| 100 m stylem motylkowym   | 58,48    | 59,06          | 52,29     | 52,81         |
| 200 m stylem motylkowym   | 2:09,77  | 2:11,07        | 1:57,28   | 1:58,45       |
| 200 m stylem zmiennym     | 2:13,41  | 2:14,74        | 2:00,22   | 2:01,42       |
| 400 m stylem zmiennym     | 4:43,06  | 4:45,89        | 4:17,90   | 4:20,48       |
| 4 × 100 m stylem dowolnym | 3:39,45  | 3:39,45        | 3:15,52   | 3:15,52       |
| 4 × 200 m stylem dowolnym | 7:56,74  | 7:56,74        | 7:12,62   | 7:12,62       |
| 4 × 100 m stylem zmiennym | 4:02,19  | 4:02,19        | 3:35,18   | 3:35,18       |

| Konkurencja               | Dziewczęta | Chłopcy  |
| 50 m stylem dowolnym      | 26,17      | 23,09    |
| 100 m stylem dowolnym     | 56,55      | 50,52    |
| 200 m stylem dowolnym     | 2:02,19    | 1:51,17  |
| 400 m stylem dowolnym     | 4:16,84    | 3:55,80  |
| 800 m stylem dowolnym     | 8:45,82    | 8:08,28  |
| 1500 m stylem dowolnym    | 16:48,41   | 15:44,72 |
| 50 m stylem grzbietowym   | 29,21      | 25,99    |
| 100 m stylem grzbietowym  | 1:03,03    | 55,84    |
| 200 m stylem grzbietowym  | 2:15,90    | 2:01,80  |
| 50 m stylem klasycznym    | 32,32      | 28,51    |
| 100 m stylem klasycznym   | 1:10,77    | 1:02,83  |
| 200 m stylem klasycznym   | 2:33,03    | 2:16,45  |
| 50 m stylem motylkowym    | 27,40      | 24,30    |
| 100 m stylem motylkowym   | 1:01,10    | 53,98    |
| 200 m stylem motylkowym   | 2:14,62    | 2:01,16  |
| 200 m stylem zmiennym     | 2:18,50    | 2:04,58  |
| 400 m stylem zmiennym     | 4:54,67    | 4:26,37  |
| 4 × 100 m stylem dowolnym | 3:49,76    | 3:23,84  |
| 4 × 200 m stylem dowolnym | 8:16,49    | 7:28,16  |
| 4 × 100 m stylem zmiennym | 4:12,48    | 3:45,09  |

### Zasady kwalifikacji na Mistrzostwa Świata w Pływaniu 2017
Minima dla kategorii open zostały ustalone na poziomie minimum FINA A. W przypadku jeśli żaden z zawodników nie uzyska minimum A w kategorii open, młodszych zawodników (kobiety – 1999 i młodsze; mężczyźni – 1998 i młodsi) obowiązuje minimum przewidziane dla ich kategorii wiekowej (z wyjątkiem konkurencji olimpijskich). Jeśli co najmniej jeden zawodnik uzyska minimum FINA A, wtedy minimum dla młodszych zawodników nie jest brane pod uwagę. Na mistrzostwa świata kwalifikuje się w każdej konkurencji maksymalnie dwóch pływaków. Minima ustalone dla sztafet dotyczą sumy czasów uzyskanych przez zawodników w konkurencjach indywidualnych.

## Medaliści
Na zielono zaznaczono wyniki gwarantujące start na mistrzostwach świata seniorów w Budapeszcie w konkurencjach indywidualnych.

### Mężczyźni
| Konkurencja                    | Złoto | Złoto    | Srebro | Srebro      | Brąz | Brąz          |
| Konkurencja                    | Zawodnik | Czas     | Zawodnik | Czas        | Zawodnik | Czas          |
| Styl dowolny                   | |          | |             | |               |
| 50 metrów                      | Paweł Juraszek MKS 9 Dzierżoniów                                                                                 | 21,68    | Konrad Czerniak AZS UMCS Lublin                                                                                       | 22,09       | Filip Wypych AZS UŁ PŁ Łódź                                                                                           | 22,21         |
| 100 metrów                     | Kacper Majchrzak Warta Poznań                                                                                    | 48,67    | Jan Świtkowski AZS UMCS Lublin                                                                                        | 48,93       | Bartosz Piszczorowicz G-8 Bielany Warszawa                                                                            | 49,50         |
| 200 metrów                     | Jan Świtkowski AZS UMCS Lublin                                                                                   | 1:46,91  | Kacper Majchrzak Warta Poznań                                                                                         | 1:47,48     | Filip Zaborowski MKP Szczecin                                                                                         | 1:48,57       |
| 400 metrów                     | Wojciech Wojdak BOSiR Brzesko                                                                                    | 3:48,05  | Filip Zaborowski MKP Szczecin                                                                                         | 3:48,67     | Antoni Kałużyński MUKP Warszawianka                                                                                   | 3:52,11       |
| 800 metrów                     | Wojciech Wojdak BOSiR Brzesko                                                                                    | 7:52,13  | Filip Zaborowski MKP Szczecin                                                                                         | 7:56,09     | Antoni Kałużyński MUKP Warszawianka                                                                                   | 8:06,38       |
| 1500 metrów                    | Wojciech Wojdak BOSiR Brzesko                                                                                    | 15:09,01 | Krzysztof Pielowski Kormoran Olsztyn                                                                                  | 15:23,53    | Paweł Krawczyk BUKS Warszawa                                                                                          | 15:31,39      |
| Styl grzbietowy                | |          | |             | |               |
| 50 metrów                      | Tomasz Polewka AZS AWF Katowice                                                                                  | 24,77    | Kacper Stokowski G-8 Bielany Warszawa                                                                                 | 25,27 NR-18 | Rafał Bugdol AZS AWF Katowice                                                                                         | 25,49         |
| 100 metrów                     | Tomasz Polewka AZS AWF Katowice                                                                                  | 54,21    | Radosław Kawęcki AZS AWF Warszawa                                                                                     | 54,22       | Jakub Skierka Cartusia Kartuzy                                                                                        | 54,96         |
| 200 metrów                     | Radosław Kawęcki AZS AWF Warszawa                                                                                | 1:55,79  | Jakub Skierka Cartusia Kartuzy                                                                                        | 1:57,33     | Mateusz Kasztelan Kormoran Olsztyn                                                                                    | 2:00,17       |
| Styl klasyczny                 | |          | |             | |               |
| 50 metrów                      | Marcin Stolarski Warta Poznań                                                                                    | 27,73    | Maciej Hołub AZS AGH Kraków                                                                                           | 27,87       | Dawid Szulich Delfin Legionowo                                                                                        | 27,99         |
| 100 metrów                     | Marcin Stolarski Warta Poznań                                                                                    | 1:00,33  | Maciej Hołub AZS AGH Kraków                                                                                           | 1:01,63     | Mikołaj Machnik AZS AWF Katowice                                                                                      | 1:02,07       |
| 200 metrów                     | Bartłomiej Roguski AZS AWF Warszawa                                                                              | 2:13,01  | Mikołaj Machnik AZS AWF Katowice                                                                                      | 2:13,26     | Robert Kusto Orka Lubań                                                                                               | 2:14,72       |
| Styl motylkowy                 | |          | |             | |               |
| 50 metrów                      | Konrad Czerniak AZS UMCS Lublin                                                                                  | 23,56    | Michał Chudy Legia Warszawa                                                                                           | 23,83       | Maksymilian Zgierski AZS UŁ PŁ Łódź                                                                                   | 24,09         |
| 100 metrów                     | Jan Świtkowski AZS UMCS Lublin                                                                                   | 52,04    | Konrad Czerniak AZS UMCS Lublin                                                                                       | 52,07       | Michał Chudy Legia Warszawa                                                                                           | 52,39         |
| 200 metrów                     | Jan Świtkowski AZS UMCS Lublin                                                                                   | 1:56,03  | Michał Poprawa AZS AWF Katowice                                                                                       | 1:58,03     | Damian Chrzanowski MZOS Płock                                                                                         | 1:58,37       |
| Styl zmienny                   | |          | |             | |               |
| 200 metrów                     | Michał Poprawa AZS AWF Katowice                                                                                  | 2:01,36  | Dawid Szwedzki Śląsk Wrocław                                                                                          | 2:02,99     | Jan Kałusowski Trójka Łódź                                                                                            | 2:03,70 NR-17 |
| 400 metrów                     | Dawid Szwedzki Śląsk Wrocław                                                                                     | 4:17,88  | Marcel Wągrowski Olimpijczyk Aleksandrów Łódzki                                                                       | 4:21,46     | Dominik Bujak Salos Cortile Kielce                                                                                    | 4:23,44       |
| Sztafety                       | |          | |             | |               |
| 4 × 100 metrów stylem dowolnym | MKP Szczecin Karol Ostrowski (50,19) Jakub Książek (49,36) Oskar Krupecki (50,81) Paweł Sendyk (48,77)           | 3:19,13  | AZS UŁ-PŁ Łódź Maksymilian Zgierski (50,95) Bartłomiej Lassek (50,38) Michał Brzuś (51,15) Filip Wypych (49,39)       | 3:21,87     | AZS-AWF Katowice Dariusz Puk (51,57) Axel Brzostowski (51,03) Grzegorz Kłos (50,71) Rafał Bugdol (49,13)              | 3:22,44       |
| 4 × 200 metrów stylem dowolnym | AZS-AWF Katowice Wojciech Głyk (1:53,80) Michał Poprawa (1:51,46) Grzegorz Kłos (1:50,87) Rafał Bugdol (1:49,04) | 7:25,17  | AZS-AWF Warszawa Kacper Ćwiek (1:54,22) Adam Dubiel (1:52,13) Daniel Biś (1:53,31) Radosław Kawęcki (1:50,80)         | 7:30,46     | Śląsk Wrocław Jan Hołub (1:52,31) Maciej Jura (1:53,86) Wiktor Jaszczak (1:53,74) Kacper Klich (1:51,83)              | 7:31,74       |
| 4 × 100 metrów stylem zmiennym | AZS-AWF Katowice Tomasz Polewka (54,46) Mikołaj Machnik (1:01,17) Michał Poprawa (51,65) Rafał Bugdol (49,33)    | 3:36,61  | AZS-AWF Warszawa Radosław Kawęcki (54,31) Bartłomiej Roguski (1:01,41) Dominik Ciężkowski (54,54) Adam Dubiel (51,42) | 3:41,68     | AZS AGH Kraków Mateusz Ungeheuer (56,47) Maciej Hołub (1:01,31) Mateusz Wysoczyński (53,75) Krystian Bałabuch (50,51) | 3:42,04       |

Legenda:  – rekord Polski, NR-18 – rekord Polski juniorów (18 lat), NR-17 – rekord Polski juniorów (17 lat)

### Kobiety
| Konkurencja                    | Złoto | Złoto         | Srebro | Srebro        | Brąz | Brąz     |
| Konkurencja                    | Zawodniczka | Czas          | Zawodniczka | Czas          | Zawodniczka | Czas     |
| Styl dowolny                   | |               | |               | |          |
| 50 metrów                      | Aleksandra Urbańczyk-Olejarczyk AZS UŁ PŁ Łódź                                                                             | 25,37         | Anna Dowgiert Warta Poznań                                                                                          | 25,76         | Kornelia Fiedkiewicz Juvenia Wrocław                                                                                      | 25,79    |
| 100 metrów                     | Joanna Cieślak Warta Poznań                                                                                                | 56,59         | Aleksandra Polańska GOS Raszyn                                                                                      | 56,73         | Dominika Kossakowska SiKReT Gliwice                                                                                       | 56,84    |
| 200 metrów                     | Justyna Burska AZS UWM Olsztyn                                                                                             | 2:01,79       | Aleksandra Polańska GOS Raszyn                                                                                      | 2:01,89       | Joanna Cieślak Warta Poznań                                                                                               | 2:02,03  |
| 400 metrów                     | Justyna Burska AZS UWM Olsztyn                                                                                             | 4:13,95       | Paulina Piechota UKS 190 Łódź                                                                                       | 4:16,56       | Milena Karpisz Piątka Konstantynów Łódzki                                                                                 | 4:16,90  |
| 800 metrów                     | Paulina Piechota UKS 190 Łódź                                                                                              | 8:39,55 NR-18 | Justyna Burska AZS UWM Olsztyn                                                                                      | 8:44,38       | Milena Karpisz Piątka Konstantynów Łódzki                                                                                 | 8:55,62  |
| 1500 metrów                    | Paulina Piechota UKS 190 Łódź                                                                                              | 16:41,28      | Justyna Burska AZS UWM Olsztyn                                                                                      | 16:47,22      | Joanna Zachoszcz AZS UWM Olsztyn                                                                                          | 17:08,24 |
| Styl grzbietowy                | |               | |               | |          |
| 50 metrów                      | Aleksandra Urbańczyk-Olejarczyk AZS UŁ PŁ Łódź                                                                             | 28,29         | Alicja Tchórz Juvenia Wrocław                                                                                       | 28,52         | Klaudia Naziębło Juvenia Wrocław                                                                                          | 29,06    |
| 100 metrów                     | Alicja Tchórz Juvenia Wrocław                                                                                              | 1:01,03       | Klaudia Naziębło Juvenia Wrocław                                                                                    | 1:01,43       | Ludwika Szynal AZS UMCS Lublin                                                                                            | 1:02,26  |
| 200 metrów                     | Klaudia Naziębło Juvenia Wrocław                                                                                           | 2:11,14       | Alicja Tchórz Juvenia Wrocław                                                                                       | 2:12,47       | Ludwika Szynal AZS UMCS Lublin                                                                                            | 2:12,80  |
| Styl klasyczny                 | |               | |               | |          |
| 50 metrów                      | Dominika Sztandera Juvenia Wrocław                                                                                         | 31,32         | Weronika Hallmann 1 Solex Lębork                                                                                    | 31,79         | Zuzanna Chwadeczko AZS UMCS Lublin                                                                                        | 31,98    |
| 100 metrów                     | Dominika Sztandera Juvenia Wrocław                                                                                         | 1:07,92       | Weronika Hallmann 1 Solex Lębork                                                                                    | 1:09,89       | Paulina Uryga AZS AGH Kraków Alexandra Iwanowska Juvenia Wrocław                                                          | 1:10,19  |
| 200 metrów                     | Paulina Zachoszcz Kormoran Olsztyn                                                                                         | 2:29,81       | Lidia Halicka Śląsk Wrocław                                                                                         | 2:30,46       | Weronika Hallmann 1 Solex Lębork                                                                                          | 2:31,41  |
| Styl motylkowy                 | |               | |               | |          |
| 50 metrów                      | Aleksandra Urbańczyk-Olejarczyk AZS UŁ PŁ Łódź                                                                             | 26,10         | Anna Dowgiert Warta Poznań                                                                                          | 26,57         | Paulina Nogaj Wodnik Radom                                                                                                | 27,33    |
| 100 metrów                     | Klaudia Naziębło Juvenia Wrocław                                                                                           | 1:00,32       | Paulina Nogaj Wodnik Radom                                                                                          | 1:00,34       | Katarzyna Kołodziej Unia Oświęcim                                                                                         | 1:01,51  |
| 200 metrów                     | Paula Żukowska Śląsk Wrocław                                                                                               | 2:15,68       | Zuzanna Trambowicz MKS SP-63 Bydgoszcz                                                                              | 2:15,73       | Wiktoria Musioł Unia Oświęcim                                                                                             | 2:16,97  |
| Styl zmienny                   | |               | |               | |          |
| 200 metrów                     | Alicja Tchórz Juvenia Wrocław                                                                                              | 2:15,33       | Kinga Paradowska Piętnastka Bydgoszcz                                                                               | 2:18,84       | Lidia Halicka Śląsk Wrocław                                                                                               | 2:19,44  |
| 400 metrów                     | Paula Żukowska Śląsk Wrocław                                                                                               | 4:51,67       | Aleksandra Knop UKS 190 Łódź                                                                                        | 4:52,05 NR-14 | Lidia Halicka Śląsk Wrocław                                                                                               | 4:54,20  |
| Sztafety                       | |               | |               | |          |
| 4 × 100 metrów stylem dowolnym | Juvenia Wrocław Dominika Sztandera (57,15) Kornelia Fiedkiewicz (56,91) Klaudia Naziębło (57,03) Alicja Tchórz (56,34)     | 3:47,43       | AZS AGH Kraków Anna Kawecka (56,96) Anna Kozłowska (58,84) Luigia Sirignano (57,89) Kamila Kunka (58,97)            | 3:52,66       | Śląsk Wrocław Sara Skrzydło (58,96) Patrycja Rzońca (58,27) Zuzanna Kit (1:00,58) Nikola Petryka (57,70)                  | 3:55,51  |
| 4 × 200 metrów stylem dowolnym | AZS UMCS Lublin Kamila Andrzejewska (2:06,22) Julia Adamczyk (2:05,73) Wiktoria Czarnecka (2:07,00) Ewa Osiniak (2:08,24)  | 8:27,19 NR-18 | AZS AGH Kraków Anna Kawecka (2:07,68) Luigia Sirignano (2:08,86) Anna Kozłowska (2:06,59) Kamila Kunka (2:07,52)    | 8:30,65       | UKS 190 Łódź Aleksandra Knop (2:05,89) Dominika Urbaniak (2:12,30) Karolina Piechota (2:11,95) Paulina Piechota (2:04,92) | 8:35,06  |
| 4 × 100 metrów stylem zmiennym | Juvenia Wrocław Alicja Tchórz (1:01,84) Dominika Sztandera (1:08,80) Klaudia Naziębło (59,82) Kornelia Fiedkiewicz (57,13) | 4:07,59       | AZS UMCS Lublin Ludwika Szynal (1:02,29) Wiktoria Samuła (1:11,23) Wiktoria Czarnecka (1:04,12) Ewa Osiniak (58,44) | 4:16,08       | AZS AGH Kraków Martyna Żarłok (1:04,94) Paulina Uryga (1:10,47) Anna Kozłowska (1:04,44) Anna Kawecka (56,74)             | 4:16,59  |

Legenda:  – rekord Polski, NR-18 – rekord Polski juniorek (18 lat), NR-14 – rekord Polski juniorek (14 lat)